# Partito Nazionale (Uruguay)
Il Partito Nazionale (in spagnolo Partido Nacional de Uruguay o Partido Blanco) è un partito politico uruguaiano di ispirazione conservatrice e nazionalista con varie correnti democristiane.

## Caratteristiche
I suoi membri sia per l'orientamento politico sia per il nome di Partido Blancos (partito bianco) vengono localmente chiamati Blancos (bianchi) in opposizione storica al Partido Colorado. Nei suoi primi anni di vita, insieme al partito colorato, raggiungendo un altissimo livello di rappresentanza, è stato un esempio di partito pigliatutto.
Il Partido Nacional ha rappresentato durante la sua storia la principale forza di opposizione ai governi progressisti di sinistra del Fronte Ampio, guidati dai presidenti della Repubblica José Mujica e Tabaré Vázquez. Il partito ha avuto una grande crescita di consensi a causa della crisi del Partido Colorado, storico avversario dei Blancos, dovuta alla forte affermazione della sinistra.

## Presidenti
- Homar Murdoch (1972–1973)
- Wilson Ferreira Aldunate (1985–1988)
- Roberto Rubio (1988–1989)
- Gonzalo Aguirre Ramírez (1990–1991)
- Da definire (1991–2000)
- Luis Alberto Lacalle de Herrera (2000–2004)
- Jorge Larrañaga (2004–2008)
- Carlos Julio Pereyra (2008–2009)
- Luis Alberto Lacalle de Herrera (2009–2011)
- Luis Alberto Heber (2011–2018)
- Beatriz Argimón (2018–2020)
- Pablo Abdala (2020)
- Pablo Iturralde (dal 2020)

## Bandiere

Bandiera dal 1904
Bandiera dal 1897 al 1904